# Togo nos Jogos Paralímpicos de Verão de 2016
O Togo participou dos Jogos Paralímpicos de Verão de 2016, que foram realizados na cidade do Rio de Janeiro, no Brasil, entre os dias 7 e 18 de setembro de 2016.

## Levantamento de peso
| Atleta     | Evento           | Total levantado | Posição   |
| ---------- | ---------------- | --------------- | --------- |
| Aliou Bawa | –49 kg masculino | Sem marca       | Sem marca |